# Maple Plain
Maple Plain és una població dels Estats Units a l'estat de Minnesota. Segons el cens del 2000 tenia 2.088 habitants.

## Demografia
Segons el cens del 2000, Maple Plain tenia 2.088 habitants, 770 habitatges, i 536 famílies. La densitat de població era de 726,3 habitants per km².
Dels 770 habitatges en un 41,9% hi vivien nens de menys de 18 anys, en un 54,8% hi vivien parelles casades, en un 10,9% dones solteres, i en un 30,3% no eren unitats familiars. En el 25,1% dels habitatges hi vivien persones soles l'11% de les quals corresponia a persones de 65 anys o més que vivien soles. El nombre mitjà de persones vivint en cada habitatge era de 2,61 i el nombre mitjà de persones que vivien en cada família era de 3,15.
Per edats la població es repartia de la següent manera: un 28,9% tenia menys de 18 anys, un 7,5% entre 18 i 24, un 32,3% entre 25 i 44, un 20,2% de 45 a 60 i un 11,2% 65 anys o més.
L'edat mediana era de 36 anys. Per cada 100 dones de 18 o més anys hi havia 88,6 homes.
La renda mediana per habitatge era de 50.938$ i la renda mediana per família de 58.977$. Els homes tenien una renda mediana de 40.114$ mentre que les dones 32.121$. La renda per capita de la població era de 22.218$. Entorn del 2,6% de les famílies i el 4,4% de la població estaven per davall del llindar de pobresa.

## Poblacions més properes
El següent diagrama mostra les poblacions més properes.